# Шейки (Харьковская область)
Ше́йки, до ВОВ Ше́йчино (укр. Шийки), село,
Кобзаровский сельский совет,
Валковский район,
Харьковская область.
Код КОАТУУ — 6321283009. Население по переписи 2001 г. составляет 45 (18/27 м/ж) человек.

## Географическое положение
Село Шейки находится в 2-х км от реки Мжа; на расстоянии в 2 км расположены сёла: Данильчин Кут, Кобзарёвка, Должик, Пески.
Село примыкает к лесному массиву (дуб), рядом с селом протекает пересыхающий ручей, на котором сделана запруда (~15 га).

## История
- 1750 - дата основания.
- В 1940 году, перед ВОВ, на хуторе Шейчино были 43 двора.[2]